# Философия XVII века

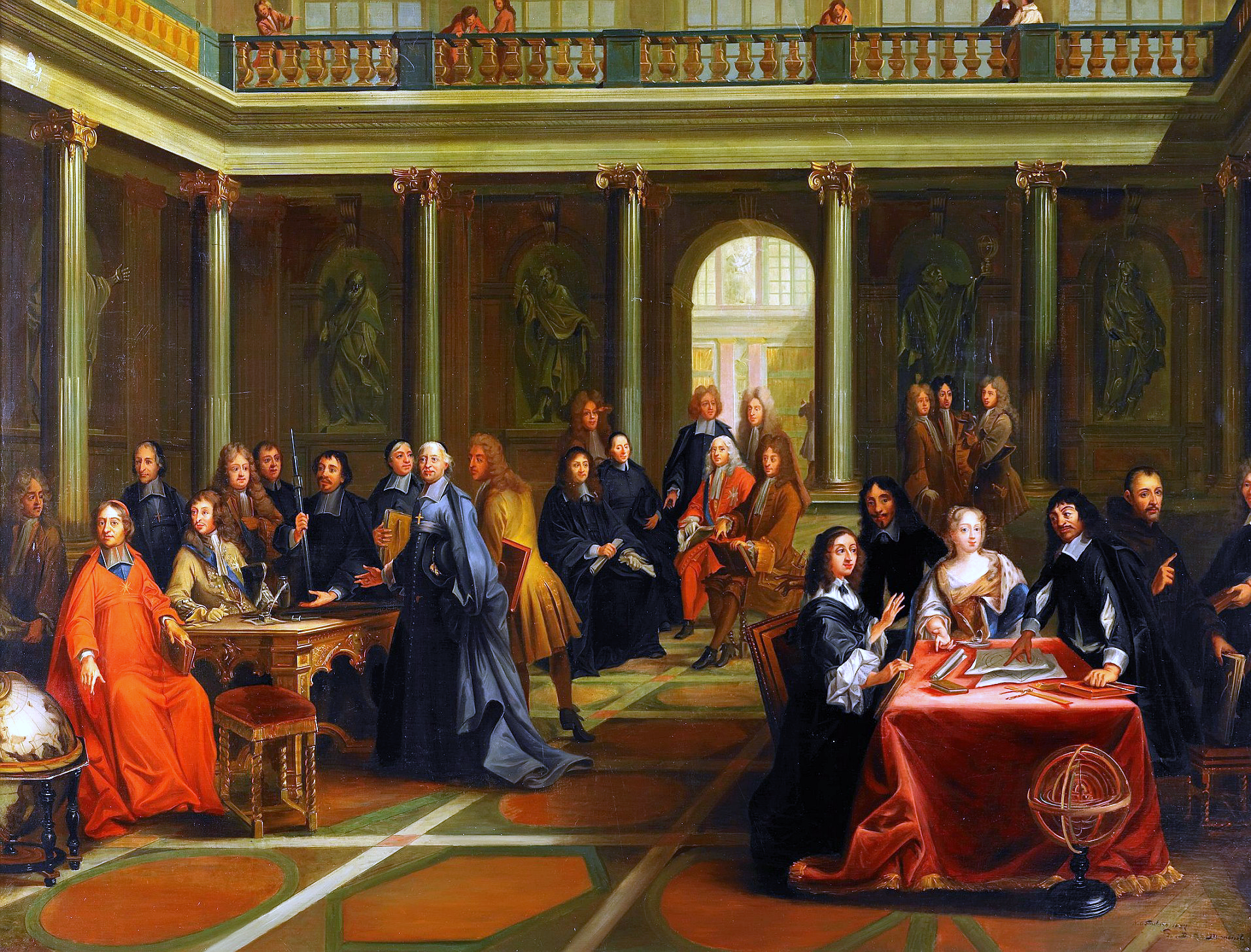
Королева Кристина (за столом справа) беседует с французским философом Рене Декартом (1884)

Философия XVII века в Западном мире рассматривается в основном как начало философии Нового времени, и отступление от средневекового подхода, в особенности от схоластического.
Период ранней философии начала XVII века часто называют Эпохой рационализма (Age of Rationalism) и рассматривают как наследницу философии эпохи Возрождения предшественницу философии эпохи Просвещения. Некоторыми учёными, однако, этот период рассматривается как ранняя часть эпохи Просвещения.

## Европа
На Западе, философия XVII века как правило рассматривается начиная с работы Рене Декарта, который оставил огромное наследие для последующих философов. Этот период олицетворяется в Европе великими философами, работавшими с такими понятиями как эпистемология, метафизика, логика, этика, а также часто политика и физические науки.
Иммануил Кант делит своих предшественников на две школы: на рационалистов и эмпириков. К числу трёх основных рационалистов обычно относят Рене Декарта, Бенедикта Спинозу и Готфрида Лейбница. Среди эмпиристов выделяют трёх последователей Френсиса Бэкона: Томас Гоббс, Джон Локк и Джордж Беркли.
Различие этих двух течений заключается в том, что рационалисты верили в познание с помощью силы разума. Эмпирики же опирались на опыт, и считали, что истинное знание получается через ощущения — из опыта. Таким образом, рационалисты выбрали математическую модель знаний, а эмпирики взяли за основу физические науки. Первые использовали дедуктивный метод познания (от общего предположения к частным выводам). Эмпирики (Френсис Бэкон) пришли к выводу, что следует использовать индуктивный метод (от частных случаев к общему заключению).
Этот период так же стал периодом рождения классики политической мысли, в частности, трактат Томаса Гоббса «Левиафан», а также «Два трактата о правлении» Джона Локка.

## Список философов XVII века
- Франсиско Суарес (1548—1617)
- Фрэнсис Бэкон (1561—1626)
- Себастьян Искьердо (1601–1681)
- Галилео Галилей (1564—1642)
- Мулла Садра (1571—1640)
- Роберт Фладд (1574—1637).
- Томас Гоббс (1588—1679)
- Мерсенн, Марен (1588–1648)
- Пьер Гассенди (1592–1655)
- Рене Декарт (1596—1650)
- Леруа, Гендрик (1598–1679)
- Иннокентий Гизель (ок.1600–1683)
- Томас Браун (1605—1682)
- Джон Мильтон (1608—1674)
- Арно, Антуан (сын) (1612–1694)
- Ван Фу-чжи(1619—1692)
- Клауберг, Иоганн (1622–1665)
- Блез Паскаль (1623—1662)
- Гейлинкс, Арнольд (1624–1669)
- Николь, Пьер (богослов) (1625–1695)
- Бенедикт Спиноза (1632—1677)
- Джон Локк (1632—1704)
- Беккер, Балтазар (1634–1698)
- Николя Мальбранш (1638—1715)
- Исаак Ньютон (1642—1727)
- Готфрид Лейбниц (1646—1716)
- Пьер Бейль (1647—1706)